# Кардибский сельсовет
Кардибский сельсовет — административно-территориальная единица и муниципальное образование со статусом сельского поселения в Тляратинском районе Дагестана Российской Федерации.
Административный центр — село Кардиб.

## Население
| 2002  | 2010 | 2012 | 2013 | 2014  | 2015  | 2016  |
| ----- | ---- | ---- | ---- | ----- | ----- | ----- |
| 710   | ↘691 | ↗703 | ↗705 | ↗716  | ↗741  | ↗764  |
| 2017  | 2018 | 2019 | 2020 | 2021  | 2023  | 2024  |
| ↗785  | ↗816 | ↗836 | ↗844 | ↗1066 | ↗1079 | ↗1081 |
| 2025  |      |      |      |       |       |       |
| ↗1094 |      |      |      |       |       |       |

## Состав
| № | Населённый пункт | Тип населённого пункта       | Население |
| - | ---------------- | ---------------------------- | --------- |
| 1 | Гиндиб           | село                         | ↗378      |
| 2 | Кардиб           | село, административный центр | ↗688      |